# Isca sullo Ionio

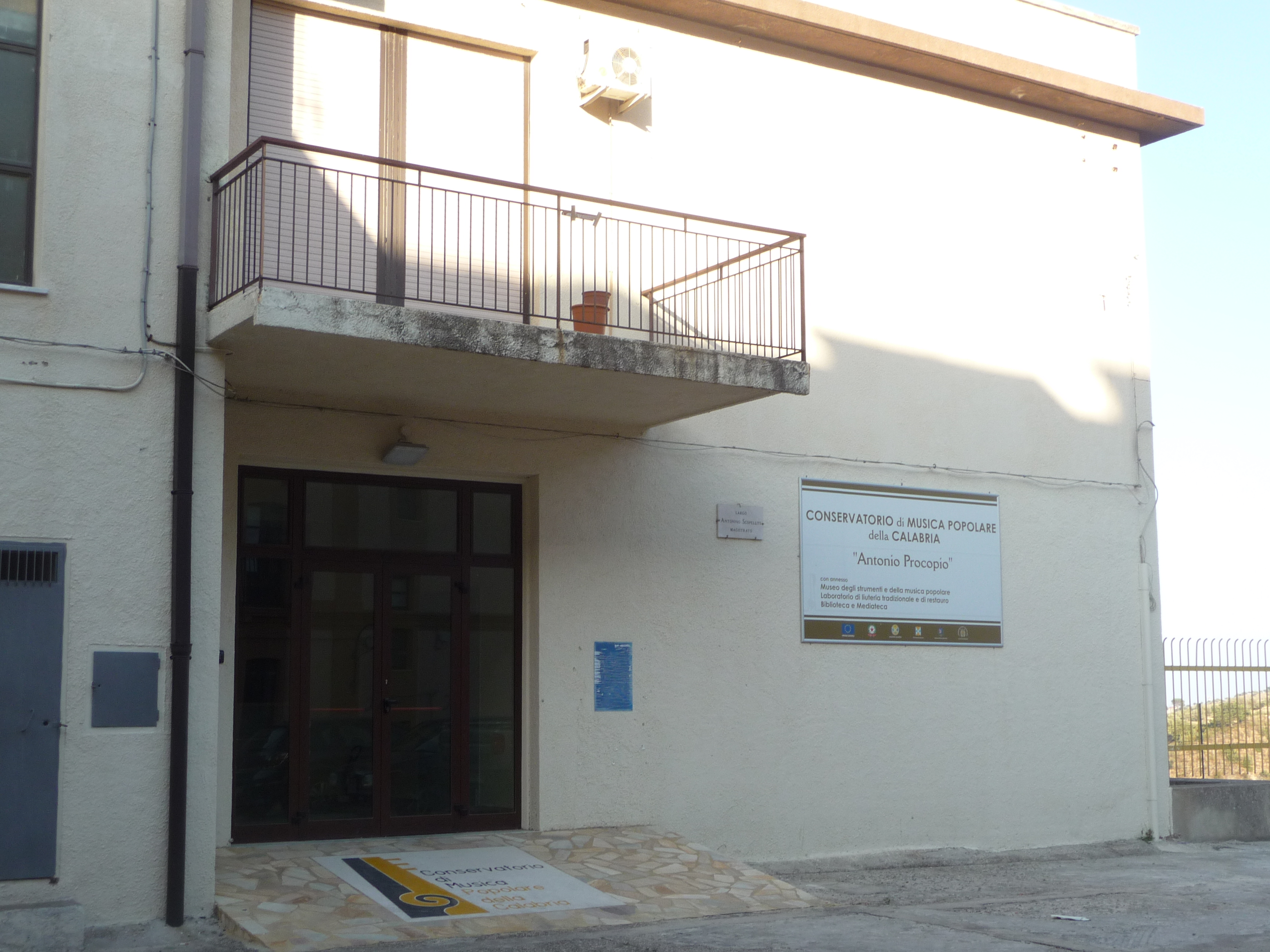
Das Museum im Ort

Isca sullo Ionio ist eine italienische Gemeinde mit 1469 Einwohnern (Stand 31. Dezember 2023) in der Provinz Catanzaro, Region Kalabrien.
Das Gebiet der Gemeinde liegt auf einer Höhe von 630 m über dem Meeresspiegel und umfasst eine Fläche von 22 km². Die Nachbargemeinden sind Badolato, San Sostene und Sant’Andrea Apostolo dello Ionio. Isca sullo Ionio liegt 46 km südlich von Catanzaro.